# Сёрланн
Сёрланн, Южная Норвегия (норв. Sørlandet) — один из пяти регионов Норвегии, расположенный в южной части страны. Включает в себя фюльке Вест-Агдер и Эуст-Агдер. По территории регион соответствует царству Агдер. Название региона относительно новое, так как появилось лишь в начале XX века.

## Происхождение названия
Считается, что местные жители использовали термин «Sørlandet» задолго до известных случаев его употребления. В 1865 в норвежской газете «Den Norske Rigstidende» вышла статья, в которой были использованы термины «Sørlands Baadeform» и «Sørlandsform» для обозначения одного из типов лодок. В 1869 году в другой газете «Dagbladet» сообщалось, что новая железная дорога поможет наладить поставки в «Sørlandet» (южные районы). В 1902 году Вильгельм Краг предложил использовать термин «Sørlandet» для обозначения территории царства Агдер, так как раньше оно относилось к «Vestlandet» (восточные земли).